# Ветьолки (Алейський район)
Ветьо́лки (рос. Ветёлки) — село у складі Алейського району Алтайського краю, Росія. Входить до складу Совхозної сільської ради.

## Населення
Населення — 321 особа (2010; 461 у 2002).
Національний склад (станом на 2002 рік):
- росіяни — 88 %